# Bembidion patruele
Bembidion patruele är en skalbaggsart som beskrevs av Pierre François Marie Auguste Dejean. Bembidion patruele ingår i släktet Bembidion och familjen jordlöpare. Inga underarter finns listade i Catalogue of Life.